# 1432
Il 1432 (MCDXXXII in numeri romani) è un anno bisestile del XV secolo.

## Eventi
- 4 gennaio –  Il nobile mercante veneziano Pietro Querini  trova rifugio a Røst in Norvegia, in seguito ad un naufragio.
- 26 maggio – Alle ore cinque della sera apparizione della Madonna di Caravaggio a Giannetta.
- 18 novembre – Battaglia di Delebio: prima delle due giornate di combattimento in Valtellina tra gli eserciti di Filippo Maria Visconti e della Repubblica di Venezia.
- 19 novembre – Battaglia di Delebio: seconda e conclusiva giornata di combattimento in Valtellina tra gli eserciti di Filippo Maria Visconti e della Repubblica di Venezia.
- Domenico di Giovanni detto il Burchiello aveva il suo negozio di barbiere sull'angolo di Via Calimaruzza con Piazza della Signoria a Firenze.
- Il Portogallo prende possesso delle isole Azzorre.
- Masolino lavora a Todi nella chiesa di San Fortunato.

## Nati
- 15 gennaio - Alfonso V del Portogallo, sovrano († 1481)
- 30 marzo - Maometto II, sultano ottomano († 1481)
- 12 aprile - Anna d'Asburgo, nobile austriaca († 1462)
- 20 giugno - Baldassarre d'Este, pittore italiano († 1510)
- 15 agosto - Luigi Pulci, poeta italiano († 1484)
- Girolamo Albertucci de' Borselli, storico italiano († 1497)
- Niccolò Borghesi, umanista e letterato italiano († 1500)
- Pedro Luis de Borja, militare spagnolo († 1458)
- Cristina Abrahamsdotter, nobildonna finlandese († 1492)
- John Grey di Groby, cavaliere medievale inglese († 1461)
- Hōjō Sōun, militare giapponese († 1519)
- Papa Innocenzo VIII, papa, vescovo cattolico e cardinale italiano († 1492)
- Isabella d'Aviz, regina portoghese († 1455)
- Bernardo Rossi, vescovo cattolico italiano († 1468)
- Theda Ukena, nobildonna tedesca († 1494)
- Sigismondo de' Conti, umanista e storico italiano († 1512)
- Raffaello di Leca, politico e militare italiano († 1456)
- Ōta Dōkan, militare, poeta e monaco buddista giapponese († 1486)

## Morti
- 1º gennaio - Alessandro il Buono, nobile
- 2 febbraio - Elisabetta Visconti, nobile (n. 1374)
- 9 febbraio - Johan Håkansson, religioso svedese
- 4 marzo - Bona di Savoia, principessa (n. 1388)
- 5 maggio - Francesco Bussone, nobile e militare italiano (n. 1380)
- 19 maggio - Giovanna di Valois, nobile francese (n. 1409)
- 25 giugno - Giano di Cipro, re (n. 1375)
- 26 giugno - Nikola IV Frankopan, nobile croato
- 28 luglio - Giovanni Crivelli, religioso italiano
- 31 luglio - Elisabetta Gonzaga, nobildonna italiana
- 19 agosto - Sergianni Caracciolo, nobile, condottiero e politico italiano
- 27 settembre - Guillaume Ragutel de Montfort, cardinale e vescovo cattolico francese
- 10 ottobre - Galeotto Roberto Malatesta, condottiero italiano (n. 1411)
- 14 novembre - Anna di Borgogna, nobile francese (n. 1404)
- Yusuf IV di Granada, sultano
- Andrea da Barberino, scrittore italiano (n. 1370)
- Carlo Arcamone, vescovo cattolico italiano
- Cecilia da Carrara, nobildonna italiana (n. 1356)
- Domenico d'Anglona, vescovo cattolico italiano
- Paolo Guinigi, politico italiano (n. 1372)
- Kon Kham, sovrano laotiano
- Arnold de Lantins, compositore fiammingo
- Giovanni V Malatesta, condottiero italiano
- Michele Mantegazza, vescovo cattolico italiano
- Bonaccorso Pitti, scrittore, diplomatico e politico italiano (n. 1354)
- Régnier Pot, nobile (n. 1362)
- Centurione II Zaccaria, principe
- Tristano di Chiaromonte, nobile francese

## Calendario
| Calendario 1432 | Calendario 1432 | Calendario 1432 | Calendario 1432 | Calendario 1432 | Calendario 1432 | Calendario 1432 | Calendario 1432 | Calendario 1432 | Calendario 1432 | Calendario 1432 | Calendario 1432 | Calendario 1432 | Calendario 1432 | Calendario 1432 | Calendario 1432 | Calendario 1432 | Calendario 1432 | Calendario 1432 | Calendario 1432 | Calendario 1432 | Calendario 1432 | Calendario 1432 | Calendario 1432 | Calendario 1432 | Calendario 1432 | Calendario 1432 | Calendario 1432 | Calendario 1432 | Calendario 1432 | Calendario 1432 | Calendario 1432 | Calendario 1432 |
| --------------- | --------------- | --------------- | --------------- | --------------- | --------------- | --------------- | --------------- | --------------- | --------------- | --------------- | --------------- | --------------- | --------------- | --------------- | --------------- | --------------- | --------------- | --------------- | --------------- | --------------- | --------------- | --------------- | --------------- | --------------- | --------------- | --------------- | --------------- | --------------- | --------------- | --------------- | --------------- | --------------- |
|                 | 1               | 2               | 3               | 4               | 5               | 6               | 7               | 8               | 9               | 10              | 11              | 12              | 13              | 14              | 15              | 16              | 17              | 18              | 19              | 20              | 21              | 22              | 23              | 24              | 25              | 26              | 27              | 28              | 29              | 30              | 31              |                 |
| Gennaio         | Ma              | Me              | Gi              | Ve              | Sa              | Do              | Lu              | Ma              | Me              | Gi              | Ve              | Sa              | Do              | Lu              | Ma              | Me              | Gi              | Ve              | Sa              | Do              | Lu              | Ma              | Me              | Gi              | Ve              | Sa              | Do              | Lu              | Ma              | Me              | Gi              |                 |
| Febbraio        | Ve              | Sa              | Do              | Lu              | Ma              | Me              | Gi              | Ve              | Sa              | Do              | Lu              | Ma              | Me              | Gi              | Ve              | Sa              | Do              | Lu              | Ma              | Me              | Gi              | Ve              | Sa              | Do              | Lu              | Ma              | Me              | Gi              | Ve              |                 |                 |                 |
| Marzo           | Sa              | Do              | Lu              | Ma              | Me              | Gi              | Ve              | Sa              | Do              | Lu              | Ma              | Me              | Gi              | Ve              | Sa              | Do              | Lu              | Ma              | Me              | Gi              | Ve              | Sa              | Do              | Lu              | Ma              | Me              | Gi              | Ve              | Sa              | Do              | Lu              |                 |
| Aprile          | Ma              | Me              | Gi              | Ve              | Sa              | Do              | Lu              | Ma              | Me              | Gi              | Ve              | Sa              | Do              | Lu              | Ma              | Me              | Gi              | Ve              | Sa              | Do              | Lu              | Ma              | Me              | Gi              | Ve              | Sa              | Do              | Lu              | Ma              | Me              |                 |                 |
| Maggio          | Gi              | Ve              | Sa              | Do              | Lu              | Ma              | Me              | Gi              | Ve              | Sa              | Do              | Lu              | Ma              | Me              | Gi              | Ve              | Sa              | Do              | Lu              | Ma              | Me              | Gi              | Ve              | Sa              | Do              | Lu              | Ma              | Me              | Gi              | Ve              | Sa              |                 |
| Giugno          | Do              | Lu              | Ma              | Me              | Gi              | Ve              | Sa              | Do              | Lu              | Ma              | Me              | Gi              | Ve              | Sa              | Do              | Lu              | Ma              | Me              | Gi              | Ve              | Sa              | Do              | Lu              | Ma              | Me              | Gi              | Ve              | Sa              | Do              | Lu              |                 |                 |
| Luglio          | Ma              | Me              | Gi              | Ve              | Sa              | Do              | Lu              | Ma              | Me              | Gi              | Ve              | Sa              | Do              | Lu              | Ma              | Me              | Gi              | Ve              | Sa              | Do              | Lu              | Ma              | Me              | Gi              | Ve              | Sa              | Do              | Lu              | Ma              | Me              | Gi              |                 |
| Agosto          | Ve              | Sa              | Do              | Lu              | Ma              | Me              | Gi              | Ve              | Sa              | Do              | Lu              | Ma              | Me              | Gi              | Ve              | Sa              | Do              | Lu              | Ma              | Me              | Gi              | Ve              | Sa              | Do              | Lu              | Ma              | Me              | Gi              | Ve              | Sa              | Do              |                 |
| Settembre       | Lu              | Ma              | Me              | Gi              | Ve              | Sa              | Do              | Lu              | Ma              | Me              | Gi              | Ve              | Sa              | Do              | Lu              | Ma              | Me              | Gi              | Ve              | Sa              | Do              | Lu              | Ma              | Me              | Gi              | Ve              | Sa              | Do              | Lu              | Ma              |                 |                 |
| Ottobre         | Me              | Gi              | Ve              | Sa              | Do              | Lu              | Ma              | Me              | Gi              | Ve              | Sa              | Do              | Lu              | Ma              | Me              | Gi              | Ve              | Sa              | Do              | Lu              | Ma              | Me              | Gi              | Ve              | Sa              | Do              | Lu              | Ma              | Me              | Gi              | Ve              |                 |
| Novembre        | Sa              | Do              | Lu              | Ma              | Me              | Gi              | Ve              | Sa              | Do              | Lu              | Ma              | Me              | Gi              | Ve              | Sa              | Do              | Lu              | Ma              | Me              | Gi              | Ve              | Sa              | Do              | Lu              | Ma              | Me              | Gi              | Ve              | Sa              | Do              |                 |                 |
| Dicembre        | Lu              | Ma              | Me              | Gi              | Ve              | Sa              | Do              | Lu              | Ma              | Me              | Gi              | Ve              | Sa              | Do              | Lu              | Ma              | Me              | Gi              | Ve              | Sa              | Do              | Lu              | Ma              | Me              | Gi              | Ve              | Sa              | Do              | Lu              | Ma              | Me              |                 |